# Зебрань
Зебрань, Зебрані (рум. Zăbrani) — село у повіті Арад в Румунії. Адміністративний центр комуни Зебрань.
Село розташоване на відстані 399 км на північний захід від Бухареста, 21 км на південний схід від Арада, 42 км на північний схід від Тімішоари.

## Населення
За даними перепису населення 2002 року у селі проживали 2299 осіб.
Національний склад населення села:
| Національність | Кількість осіб | Відсоток |
| -------------- | -------------- | -------- |
| румуни         | 2208           | 96,0%    |
| українці       | 42             | 1,8%     |
| угорці         | 22             | 1,0%     |
| німці          | 21             | 0,9%     |

Рідною мовою назвали:
| Мова       | Кількість осіб | Відсоток |
| ---------- | -------------- | -------- |
| румунська  | 2238           | 97,3%    |
| українська | 23             | 1,0%     |
| угорська   | 22             | 1,0%     |
| німецька   | 11             | 0,5%     |